# Monsonia
Monsonia, biljni rod jednogodišnjeg raslinja i trajnica u porodici iglicovki. Sastoji se od dvadesetak vrsta iz Afrike i južne i jugozapadne azije. Sestrinski rod šumske svijeće nekada se smatrala njezinim sinonimom.

## Vrste
1. Monsonia angustifolia E.Mey. ex A.Rich.
2. Monsonia attenuata Harv.
3. Monsonia biflora DC.
4. Monsonia brevirostrata R.Knuth
5. Monsonia burkeana Planch. ex Harv.
6. Monsonia deserticola Dinter ex R.Knuth
7. Monsonia drudeana Schinz
8. Monsonia emarginata (L.f.) L'Hér.
9. Monsonia galpinii Schltr. ex R.Knuth
10. Monsonia glauca R.Knuth
11. Monsonia grandifolia R.Knuth
12. Monsonia heliotropioides (Cav.) Boiss.
13. Monsonia ignea Schinz
14. Monsonia ignorata Merxm. & A.Schreib.
15. Monsonia lanuginosa R.Knuth
16. Monsonia lavrani (Halda) C.C.Walker
17. Monsonia longipes R.Knuth
18. Monsonia luederitziana Focke & Schinz
19. Monsonia natalensis R.Knuth
20. Monsonia nivea (Decne.) Webb
21. Monsonia parvifolia Schinz
22. Monsonia praemorsa E.Mey. ex R.Knuth
23. Monsonia senegalensis Guill. & Perr.
24. Monsonia speciosa L.
25. Monsonia transvaalensis R.Knuth
26. Monsonia trilobata Kers
27. Monsonia umbellata Harv.